# 丁錦

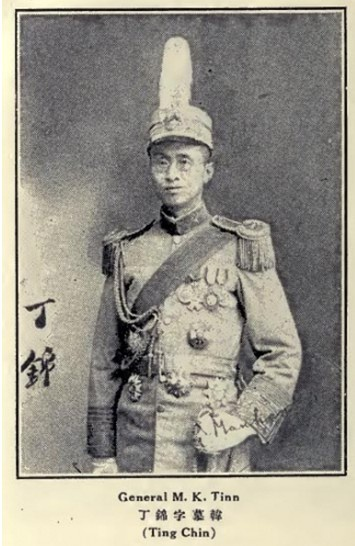

丁锦（1879年—？），字慕韩，号乾斋，江苏无锡南门外南塘人。中国近代军事将领。
1905年，毕业于北洋将弁学堂。同年，任陆军贵胄学堂教员。1910年，任云南军事参议兼步兵第七十三标统带。1912年，任陆军部教育科长。1917年，张勋复辟，任讨逆军起义总司令部参议。同年，调任陆军部军务司司长。1919年，调任航空事务处处长。1921年授陆军中将，任北洋政府航空署第一任署长。1936年，就任国民政府参谋本部中将顾问，抗日战争期间，担任对日作战军事委员会中将参谋。有女丁惟柔。同族晚清民国名人丁福保，祖上清代为官者较多如广州府知府丁尹志等。